# Kevin Walker (Fußballspieler)
Kevin Walker (* 3. August 1989 in Örebro) ist ein ehemaliger schwedischer Fußballspieler und Musiker irischer Abstammung. Der Mittelfeldspieler, der mehrere schwedische Jugendauswahlen durchlief, ist der Sohn des Trainers Patrick Walker und Bruder von Robert Walker.

## Werdegang

### Nachwuchsspieler und Wanderjahre in erster und zweiter Liga
Walker begann mit dem Fußballspielen bei Varbergs BoIS. 1994 wechselte er in die Jugend von Kalmar FF, ehe er 1998 in die Jugendabteilung von Örebro SK weiterzog. 2001 schloss er sich GIF Sundsvall an, kehrte jedoch 2005 zu Örebro SK zurück. Parallel spielte er sich in die Jugendauswahlen des schwedischen Fußballverbandes.
Für Örebro SK debütierte Walker 2006 in der Superettan und kam zu zwei Kurzeinsätzen als Einwechselspieler. Am Ende der Spielzeit stieg er mit dem Klub in die Allsvenskan auf. Bis zum August des folgenden Jahres spielte viermal für den Klub in der ersten schwedischen Liga. Am 31. August 2007 wechselte er innerhalb der obersten schwedischen Liga zum AIK. Anfangs kam er hauptsächlich beim drittklassig spielenden Kooperationspartner Väsby United zum Einsatz, mit dem er Ende 2007 in die Superettan aufstieg. Für AIK bestritt er zudem an den letzten beiden Spieltagen der Spielzeit 2007 zwei Einsätze als Einwechselspieler.
2008 begann Walker die Spielzeit bei Väsby United und lief für die Mannschaft dreimal in der Zweitklassigkeit auf. Ab Sommer des Jahres gehörte Walker dem Erstligakader von AIK an und kam zunächst erneut als Einwechselspieler zum Einsatz. Beim 0:0-Unentschieden gegen IFK Göteborg im September feierte er sein Debüt in der Startformation und konnte am Saisonende auf zwölf Saisoneinsätze zurückblicken. Daraufhin wurde er Anfang 2009 in die schwedische U-21-Auswahl berufen, kam aber bei zwei Duellen gegen die belgische Juniorennationalmannschaft nicht zum Einsatz. Während des Belgienaufenthaltes zog er sich eine Leistenentzündung zu, die ihn zu Beginn der Spielzeit 2009 zum Pausieren zwang. Im Sommer kehrte er im Rahmen seines Rehabilitationstraining kurzzeitig ins Mannschaftstraining zurück, ehe die Entzündung erneut ausbrach. Er fiel daher die gesamte Spielzeit aus und konnte somit nicht zum Gewinn des Doubles aus Meisterschaft und Pokalsieg beitragen.
In der ersten Hälfte der Erstliga-Spielzeit 2010 stand Walker in vier Spielen für AIK auf dem Platz. Parallel lief er für das Farmteam Väsby United auf, für das er in der Superettan zwei Tore erzielte. Ende August unterschrieb er einen bis zum Jahresende gültigen Leihvertrag beim Assyriska Föreningen. An der Seite von Magnus Bahne, Stefan Batan und Göran Marklund sollte er die vom ehemaligen AIK-Trainer Rikard Norling betreute Mannschaft im Aufstiegskampf unterstützen, als Tabellenvierter verpasste der Klub jedoch die Rückkehr in die Allsvenskan. Nach Ablauf der Leihfrist kehrte er zu AIK zurück, wo er als Ergänzungsspieler dem Kader angehörte und bis August 2011 von Trainer Andreas Alm unregelmäßig als Einwechselspieler eingesetzt wurde.

### Etablierung als Stammspieler im schwedischen Profifußball
Am letzten Tag der Sommertransferperiode am 31. August 2011 verließ Walker schließlich AIK erneut auf Leihbasis und schloss sich dem Zweitligisten GIF Sundsvall an, mit dem er am Saisonende in die Allsvenskan aufstieg. Als Stammspieler mit drei Toren und fünf Torvorlagen überzeugte er dort die Verantwortlichen, nach Saisonende wechselte er dauerhaft zum Klub aus Sundsvall.
Bei GIF Sundsvall war Walker auch nach der festen Verpflichtung Stammspieler, am Ende der Spielzeit 2012 belegte er mit der Mannschaft des Aufsteigers an der Seite von Simon Helg, Stefan Ålander, Emil Forsberg und Oscar Berglund lediglich den Relegationsplatz. In den Spielen gegen Halmstads BK stand er jeweils in der Startformation, nach einer 0:3-Hinspielniederlage und einem 4:3-Rückspielerfolg stieg er mit dem Klub direkt wieder ab. In der zweiten Liga platzierte er sich mit der Mannschaft auf dem Relegationsplatz, erneut kam es zum Aufeinandertreffen mit Halmstads BK. Abermals zog Walkers Mannschaft nach einem 1:1-Unentschieden und einer 1:2-Niederlage den Kürzeren. In der Zweitliga-Spielzeit 2014 verpasste er keine Spielminute, zudem trug er mit fünf Saisontoren zum Erreichen des mit dem Wiederaufstieg verbundenen zweiten Tabellenplatzes bei.
Walker verließ jedoch trotz des erfolgreichen Aufstiegs nach dreieinhalb Spielzeiten GIF Sundsvall und schloss sich Anfang 2015 dem Stockholmer Erstligisten Djurgårdens IF an. Dort unterschrieb er einen bis Ende 2017 gültigen Drei-Jahres-Kontrakt und erhielt die Rückennummer „8“. Dort spielte er bis 2020 und wechselte zu seinem ersten Profiklub Örebro SK, wo er 2023 seine Karriere beendete.

## Musikkarriere

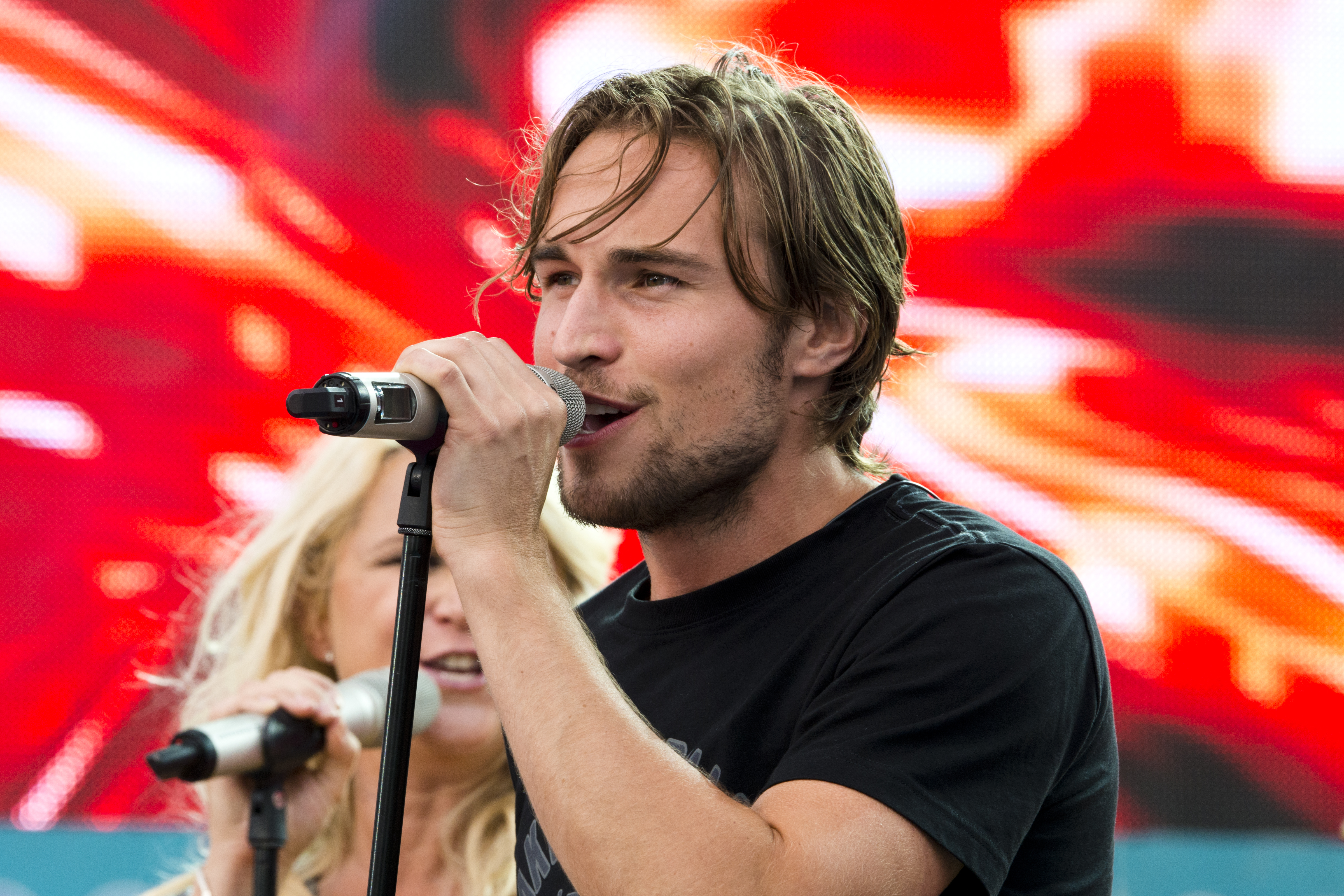
Kevin Walker (2014)

Walker nahm 2013 an dem Casting der schwedischen Show Idol teil und befand sich später neben seiner Mitstreiterin Elin Bergman im Finale, das er mit seinem Lied Belong gewann. Der Gewinn ist ein Plattenvertrag bei der Universal Music Schweden. Unmittelbar nach dem Finale stieg sein Gewinnersong bei den schwedischen Charts auf Platz 8 ein. Sein gleichnamiges Album erreichte Platz 2 der Albumcharts. Im Dezember 2013 war er während eines Besuchs in Irland Gast in The Late Late Show des Fernsehsenders RTÉ.

## Diskografie

### Alben
- 2013: Belong

### Singles
- 2013: Belong